# 阿尔沃河畔孔塔米讷
阿尔沃河畔孔塔米讷（法語：Contamine-sur-Arve，法語發音：[kɔ̃tamin syʁ aʁv]）是法国上萨瓦省的一个市镇，属于博讷维尔区。

## 地理
阿尔沃河畔孔塔米讷（46°7'42"N, 6°20'26"E）面积6.92 平方千米，位于法国奥弗涅-罗讷-阿尔卑斯大区上萨瓦省，该省份为法国东部省份，历史上为薩伏依的一部分，北与瑞士接壤，西接安省，南至萨瓦省，东与瑞士和意大利接壤。
与阿尔沃河畔孔塔米讷接壤的市镇（或旧市镇、城区）包括：阿朗通、博訥維爾、福西尼、菲兰日、楠日、佩约内。

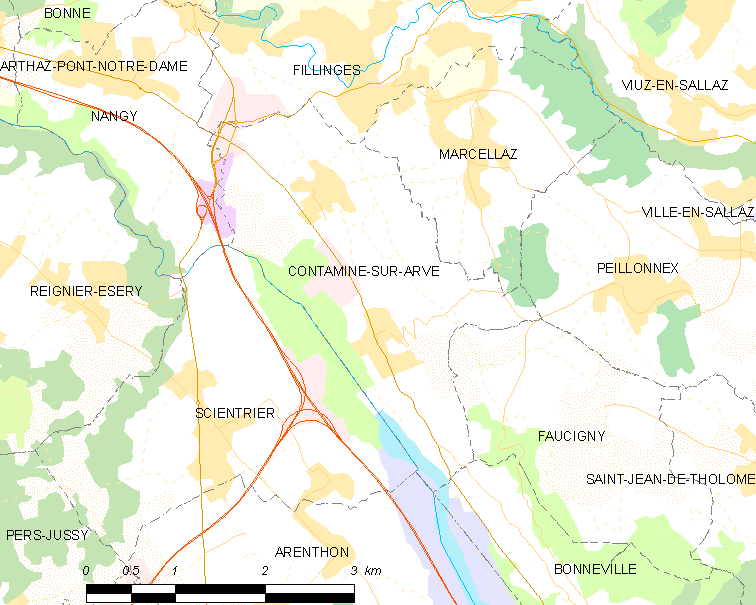
阿尔沃河畔孔塔米讷的OSM定位图

阿尔沃河畔孔塔米讷的时区为UTC+01:00、UTC+02:00（夏令时）。

## 行政
阿尔沃河畔孔塔米讷的邮政编码为74130，INSEE市镇编码为74087。

## 政治
阿尔沃河畔孔塔米讷所属的省级选区为博讷维尔县。

## 人口

1962-2008年间阿尔沃河畔孔塔米讷人口变化图示

阿尔沃河畔孔塔米讷于2022年1月1日时的人口数量为2374人。